# 슈퍼로봇
슈퍼로봇(영어: Super Robot, 일본어: スーパーロボット 스파로봇토[*])은 애니메이션, 게임 게임 등에 등장하는 가상의 로봇 분류의 하나로, 영웅적인 로봇의 총칭이다. 대표적인 예로, 마징가 Z가 있다. 슈퍼로봇대전시리즈를 통해 리얼로봇이라는 단어와 함께 구분지어지게 된다.

## 개요
초고성능 로봇의 호칭. 구체적으로는 악과 싸우는 슈퍼 히어로로 그려진 로봇들을 가리킨다. 사이즈가 거대한 로봇을 슈퍼로봇이라 부르는 일반적이다. 명확한 정의는 없지만, 대개 다음과 같은 특징을 가진 것들이 많다.
- 재질, 에너지원 등에 미지의 물질, 에너지 등이 사용되고있다.
- 신장 10m ~ 수십m를 넘는 거대한 것이 많다. 이 "거대한"이라는 것에는 엄격한 제한이 없으며, 30m, 50m를 넘는 것은 흔하며, 또 길이 수천 m급, 은하와 같은 규모의 크기를 가지는 기체도 존재. 한편 특수 촬영 작품 등은 실물 크기의 로봇도 많이 등장.
- 탱크, 전투기 등 기존 무기와는 비교가 안되는 공격력과 방어력(갑옷 혹은 배리어 등에 의한)을 가지고 통상의 무기가 통하지 않는 적의 병기와 1대 1로 호각 이상의 성능을 낸다.
  - 반대로 말하면 적에게 대항하는 유일한 혹은 필수 존재이기 때문에 격파되어 버리면 아군진영은 적에게 무력해지게 된다. 따라서 적은 매번 기체의 파괴 나 탈취, 혹은 탑승자의 말살 등을 노리는 경우가 있다.
- 기체에는 각각 특징적이고 강력한 무장 또는 기술이 장착되어있어 탑승자는 해당 기능을 사용할 때 해당무기와 기술 이름 등을 외치며 사용한다.
- 탑승자들의 정신력이나 기체에 감춰진 초자연적인 능력 등으로 스펙 이상의 힘 혹은 예사롭지 않은 힘을 발휘한다.
- 기체의 조종이 어려워 제작자의 친척이 아니면 조종 할 수 없거나 조종에 일정 이상의 탑승자의 특별한 힘을 필요로 하거나 로봇 자신이 가진 의사 등에 의해 로봇 측이 탑승자를 선택하는 등, 조종 방법을 알고있다고 해서 누구나가 조종할 수 있는 것이 아니라 다양한 조건에서 탑승자가 성정되는 경우가 많다.
  - 또한 탑승자는 민간인이 대부분이고 기체 자체도 군대 등과는 관계가없는 민간 연구소나 기관의 비밀기지 등으로 관리되고 있고, 주인공들을 호출하면 어떤 방법으로든 어디선가 나타나거나한다.
- 로봇 자신이 의사가있는 것처럼 자율적으로 조치를 취하는 경우도 있다.
- 인간과 매우 흡사 한 얼굴을 가질 수 있다. 이 경우 표정도 변화할 수 있다. (이를 악 문다던가 탑승자의 대사에 맞춰 립싱크하는 등)
- 해당 기체의 특이성(한개밖에 없는 일회용 성질, 이세계 와 다른행성, 초 고대 기술 등)에 따라서 양산이 불가능없고 제작이 어려운 경우가 많다.
  - 만일 양산할 수 있지만 주인공들이 타고있는 기존기체 또는 신형기 정도의 성능(과 활약)은 발휘할 수 없다. 무엇보다 이점은 리얼 로봇에도 간혹 언급된다.

그외 대체로 그 작품 세계에 둘 영웅과 구세주, "사람의 지혜를 넘은 힘" 을 '로봇'이라는 형태로 구현화한 존재라고 생각할 수 밖에 없다. 요즈음은 제작자의 철학적 사상과 종교관을 배경으로 한 것도 로봇 또는 로봇 인 존재로 묘사될 수 있다.
그러나 어디까지나 개념적인 것이며, 예외도 존재한다.
또한 슈퍼로봇대전시리즈의 프로듀서인 테라다 타카노부는 슈퍼 로봇과 리얼 로봇의 경계선을 "설명 할 수 없는 에너지로 움직이고 있는가?"라고 말한 적이있다.

## 역사
슈퍼 로봇이라는 말 자체는 옛날부터 존재했다. 예를 들어 1963년에 연재개시한 "8맨'에서 8만이 슈퍼로봇이라고 한 것이나, 1968년에 방송된 "울트라 세븐"제 14.15화에서 등장한 로봇 킹 조가 '폐단인의 슈퍼로봇"이라고 한것 등을 예로 들수있다. "8만"의 유사한 등신대 크기의 로봇은 많은 특수촬영물에서 보인다.
슈퍼로봇 / 리얼로봇이라는 종별의 구분 개념으로 사용된 것은 비디오게임 "제4차 슈퍼로봇대전"이 처음이다. 이것은'마징가Z'의 주제가의 가사에서 나온것으로 알려져 있지만 확실하지 않다. 원래 이 단어도 원래는 미국의 만화작품 "슈퍼맨"의 의 영향을 차에 반영하였을 때 '슈퍼카'라는 말로 이야기 하듯이 매우 강력한 무언가를 표현할 때 일본식 영어인"슈퍼○○"이라는 표현을 사용한 것으로, 이 표현은 일반적으로 일본어에서 많이 쓰여졌다고 한다.
이후 "슈퍼로봇대전시리즈"에서 이 분류는 기본적으로 이작품에서 로봇의 성능에 따라 분류되어 방어력이 높고 회피율이 낮은 로봇을 슈퍼로봇 내지는 슈퍼계, 반대로 방어력이 낮고 회피율이 높은 로봇을 리얼로봇내지는 리얼계 라고 호칭한다. 또한 양쪽의 중간 성능의 것을 "슈퍼리얼계"라고 칭한다.